# Henrik Møinichen
Henrik Møinichen, 1631-1709, Læge, var født i Malmø 
4. Jan. 1631. Hans Forældre vare Morten Sixtus M. og Margrethe Daabelsten. 
1638 nedsatte hans Fader sig som Badskær i 
Kjøbenhavn, fra hvis Skole M. 1650 blev Student; 1653 tog han theologisk 
Attestats, men kastede sig derefter over Medicinen, særlig 
Anatomien, hvori han var saa heldig at have en Vejleder som Thomas 
Bartholin, der ogsaa blev ham en trofast Ven. Paa den 
Udenlandsrejse, han 1654 tiltraadte, fortsatte han sine Studier med Dygtighed. 
Efter at have besøgt Tyskland og opholdt sig 5 Aar i Italien endte 
han sine Vandreaar i Frankrig, hvor han i Angers tog 
Doktorgraden. Ved hans Hjemkomst 1660 stod Professoratet i Anatomi 
ham aabent, men han afslog det og traadte 1662 i Kongens 
Tjeneste som Hofmedikus; efter Tronskiftet 1670 forfremmedes han til 
Livlæge, blev 1687 Højesteretsassessor, 1695 Justitsraad og døde 
29. Marts 1709. Han var gift 1. (19. Juni 1666) med Ingeborg, 
Klauman, Datter af Raadmand i Kjøbenhavn Verner K. og 
Ingeborg Mechlenburg; efter hendes Død i Barselseng (15. Juli 1672) 
ægtede M. 3. Maj 1676 Maria Pelt (f. 1636 d. 25. Dec. 1677), Datter 
af den rige Kjøbmand Aernout P. i Amsterdam og Søster til Cort 
Adelers 2. Hustru; 3. ægtede han 10. Jan. 1683 Sophie Charlotte 
Ribolt (f. 3. Avg. 1667), Datter af kongl. Kjældermester Frants R. 
og Sophie Dorthea Mønchmeyer. Som Forfatter har M. ingen 
Betydning; men han har været en dygtig Læge, der vandt sig et 
godt Navn hos sit store Klientel, der vistnok mest fandtes i de 
højere Stænder, til hvilke saa vel hans Embeder som hans 2 første 
Giftermaal knyttede ham; han var en Ungdomsven af Griffenfeld, 
Leonora Christina, som han gjentagne Gange havde under Kur,, 
roser ham for hans store Omhyggelighed, Lemfældighed og Forsigtighed. 